# Greater Nevada Field
Le Greater Nevada Field, anciennement Aces Ballpark, est un stade de baseball situé à Reno, dans l'État américain du Nevada.
C'est le domicile des Aces de Reno (ex-Sidewinders de Tucson), club de niveau Triple-A évoluant en Ligue de la côte du Pacifique depuis 2009. Le Greater Nevada Field a une capacité de 9 100 places, dont 6 500 sièges individuels fixes, et il dispose de 22 suites de luxe.

## Histoire
La cérémonie officielle de première pelletée de terre eu lieu le 25 février 2008, pour ce qui a été provisoirement appelé Sierra Nevada Stadium. Il a été rebaptisé par la suite Aces Ballpark une fois que les Aces de Reno ont été nommés. Le stade a été construit sur un calendrier accéléré, avec seulement 1 an et 50 jours entre le début des travaux et le jour d'ouverture.
Le vendredi 17 avril 2008, les Aces de Reno ont joué leur premier match à domicile au Aces Ballpark devant une foule de 9 167 spectateurs. Ils ont battu les Bees de Salt Lake par un score de 11-1.
Le 15 septembre 2009, la construction du Freight House District débute.

## Événements
- Match des étoiles des ligues AAA de baseball 2013

## Dimensions
- Left field (Champ gauche): 339 pieds (103,3 mètres)
- Center field (Champ central): 410 pieds (125 mètres)
- Right-center: 423 pieds (128,9 mètres)
- Right field (Champ droit): 340 pieds (103,6 mètres)

## Galerie

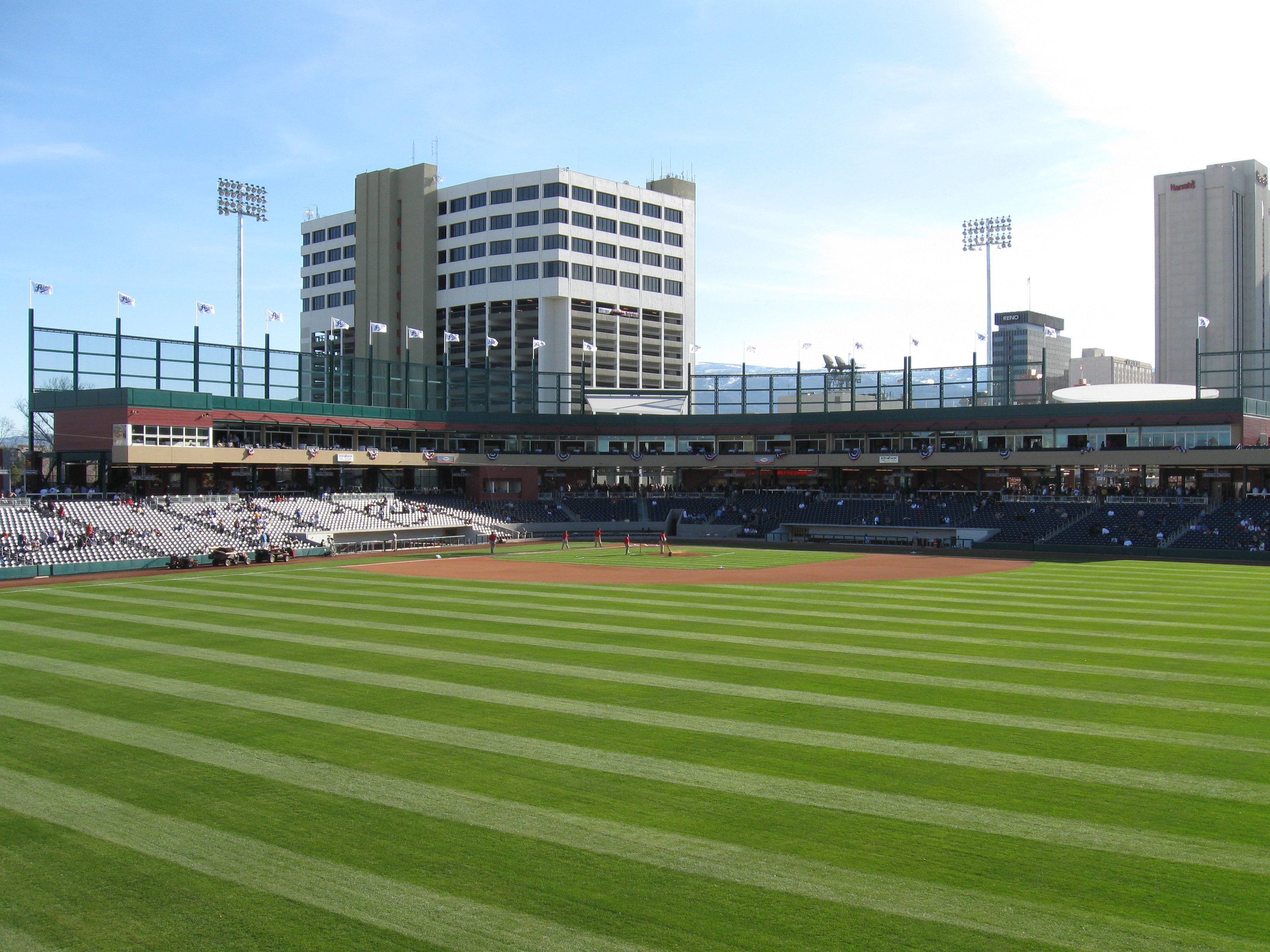
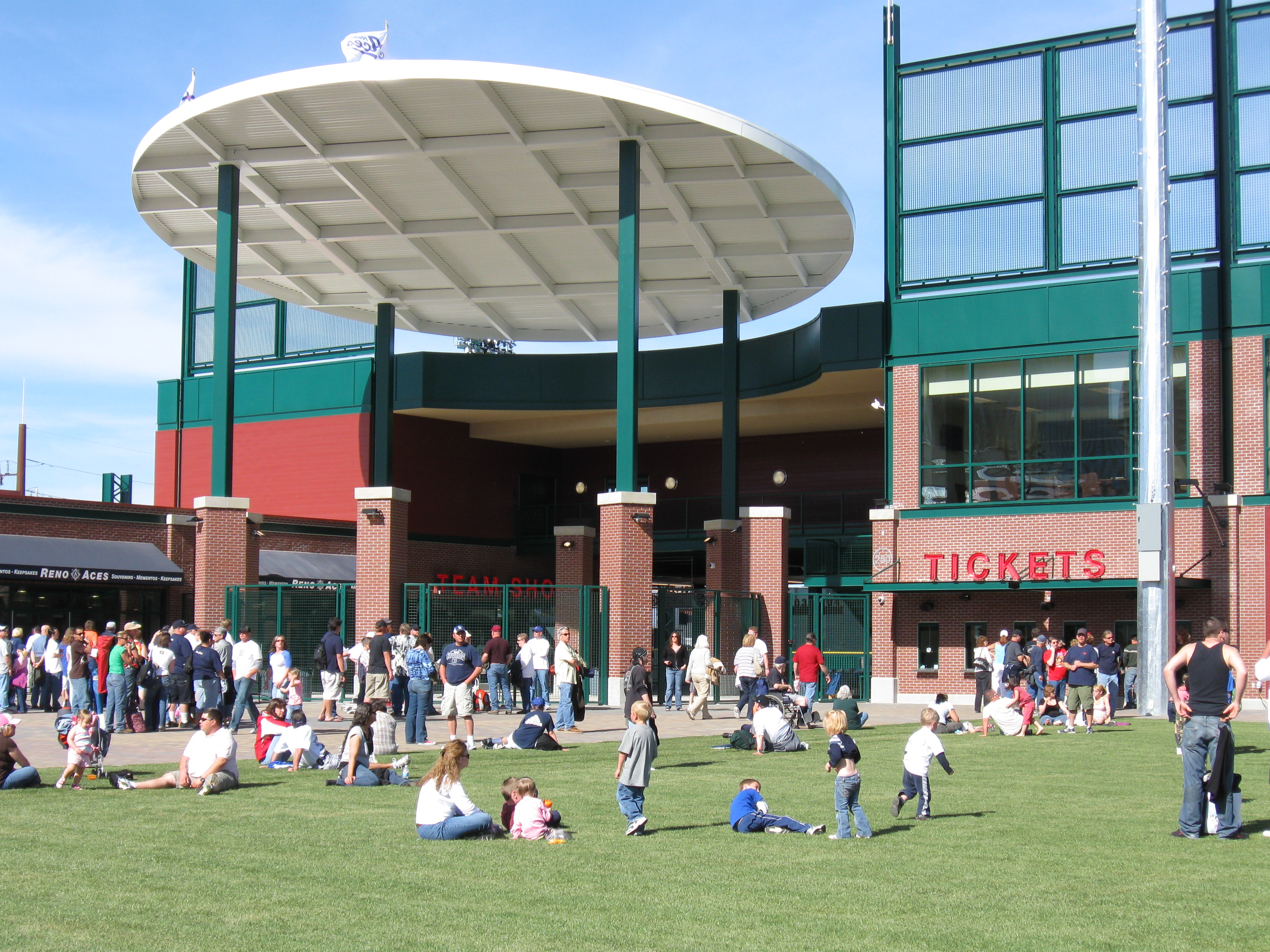
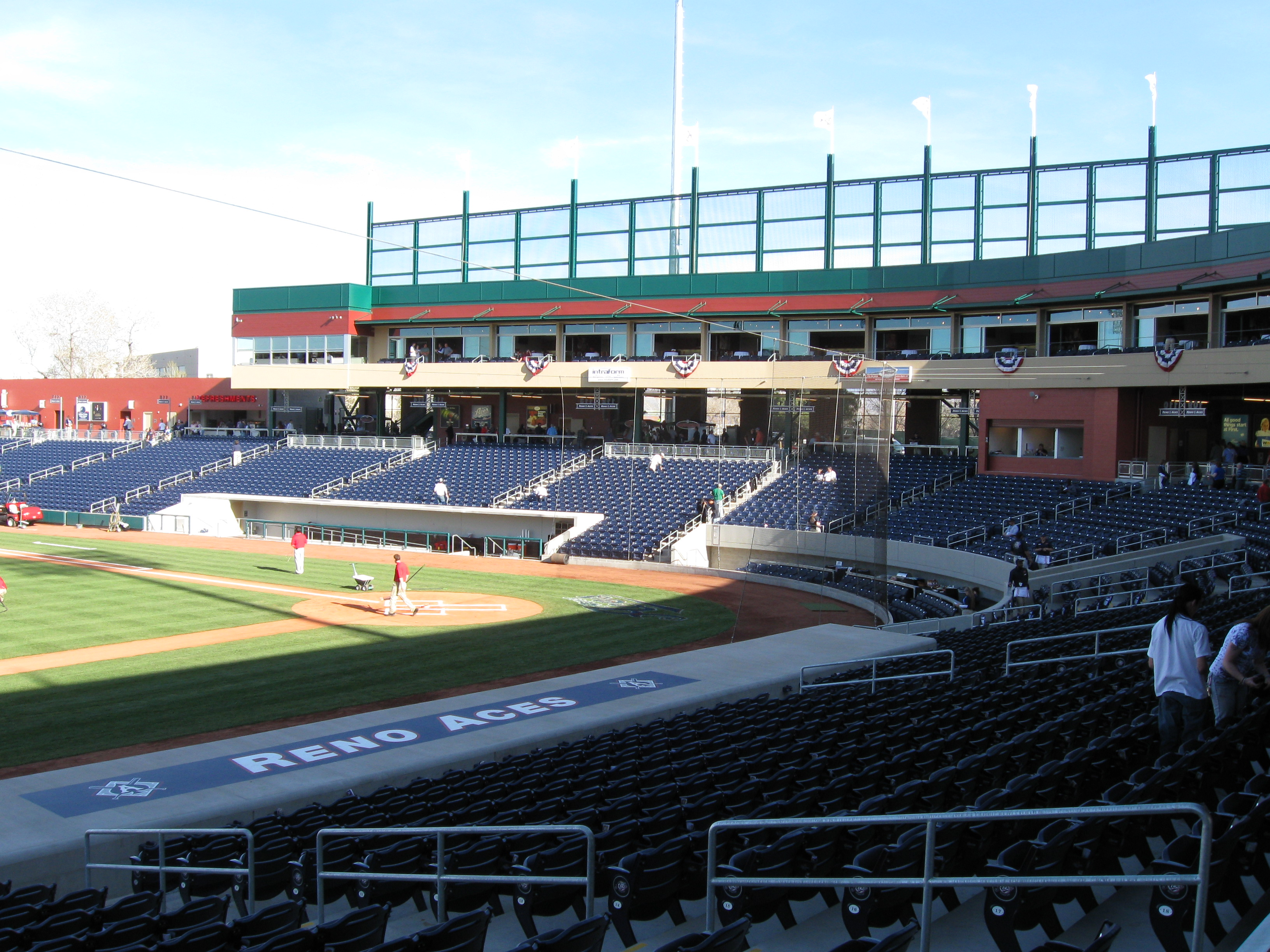
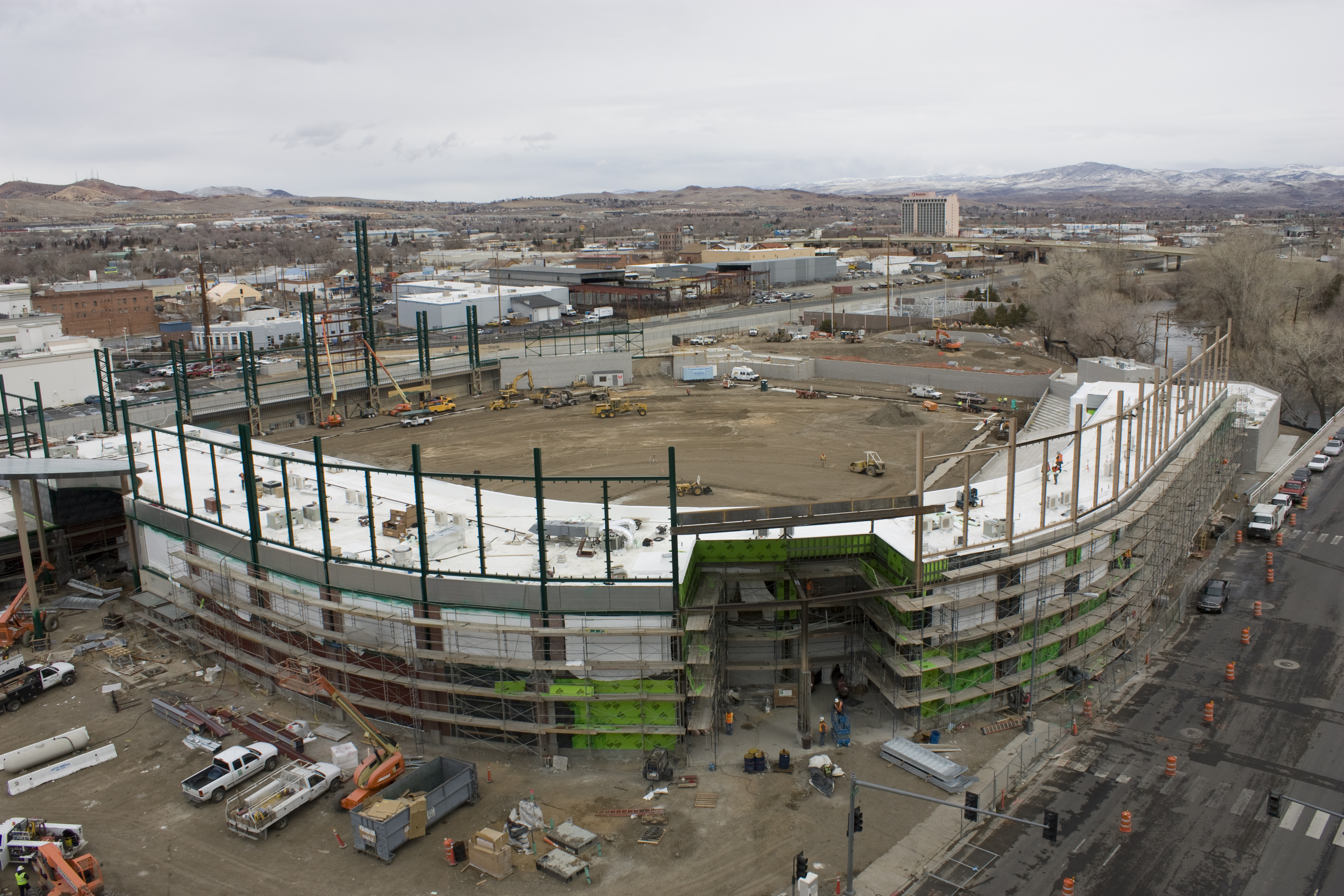